# Розов скорец
Розовият скорец  (Pastor roseus ) е пойна птица от семейство Скорецови. Среща се и в България.

## Физически характеристики
Дължината на тялото на розовия скорец е 19 – 22 см. На цвят той е розов, с черни глава, крила и опашка. При женската цветовете са по-малко ярки.

## Разпространение
Розовият скорец е разпространен в Средиземноморието, Югоизточна Европа, Предна и Средна Азия. През зимата достига до Индия.

## Начин на живот и хранене
Живее в многобройни колонии, достигащи хиляди, а в миналото – и стотици хиляди птици. Предпочита да гнезди сред скалисти сипеи. Тъй като основната храна на розовия скорец са различни видове прелетни скакалци. Местообитанията му често се сменят в зависимост от популацията на скакалците. Ценна за селското стопанство черта, на този вид е, че дори и в случаите, когато птиците са се нахранили, те продължават да убиват скакалците, оставяйки ги неизядени, но често нападат лозета.

## Размножаване
И двамата родители мътят около 4 – 6 яйца със син цвят. Заедно хранят малките, които започват да летят на 24 дни. 